# Nożyce ręczne

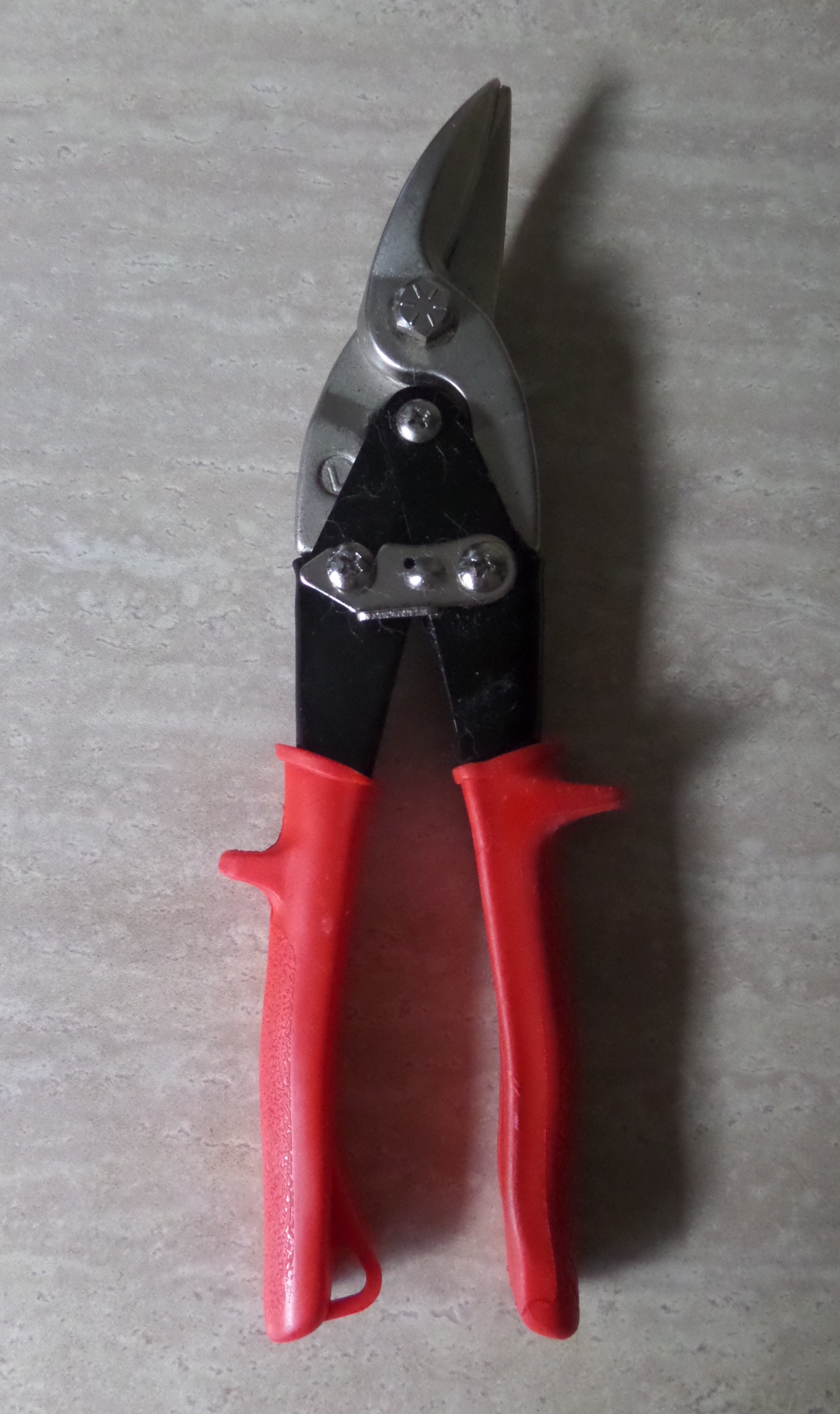
Nożyce ręczne

Nożyce ręczne – narzędzie ręczne służące do cięcia blachy. W działaniu wykorzystują zasadę dźwigni dwuramiennej. 
Najczęściej składają się z dwóch ramion połączonych przegubowo wspólną osią obrotu.
Stosowane jest wiele rodzajów nożyc ręcznych m.in.: 
- nożyce proste,
- nożyce do cięcia przelotowego,
- nożyce do otworów,
- żmijki (o bardzo wąskich szczękach),
- łukowe,
- drążkowe ze szpicem,
- drążkowe przegubowe,

Nożyce ręczne służą do cięcia blach o niewielkich grubościach :
- stal miękka do 1,0 – 1,5 mm (w zależności od gatunku stali)
- blacha cynkowa do 2,0 mm
- blacha mosiężna do 1,0 mm
- blacha miedziana do 1,2 mm
- blacha aluminiowe do 1,0 – 2,5 mm (w zależności od stopnia twardości).

Produkowane są nożyce ręczne zarówno dla osób praworęcznych jak i leworęcznych.